# 凱明湖

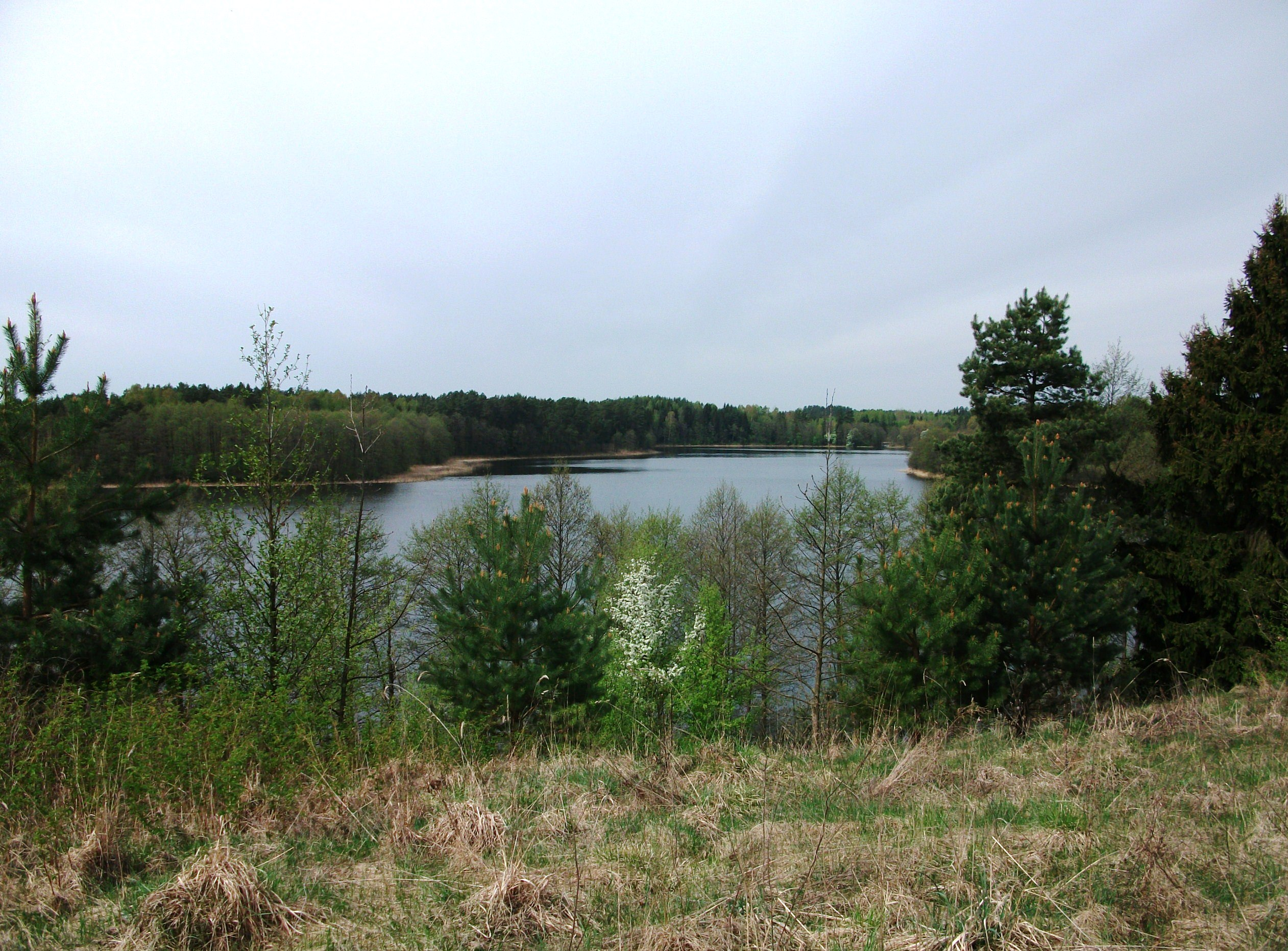
凱明湖

凱明湖（白俄羅斯語：Каймін）是白俄羅斯的湖泊，位於奧斯特羅韋茨東北36公里，由格羅德諾州負責管轄，長1.55公里、寬0.38公里，面積0.43平方公里，集水區面積159平方公里，湖岸線長度4.3公里，最大水深19.5米。